# Élections en Côte d'Ivoire
Les élections en Côte d’Ivoire se rapportent au processus d'élection au niveau national du chef d’État – le président – et des membres de l'assemblée, du Sénat ainsi que des conseillers régionaux, municipaux et ruraux.
Le Rassemblement des houphouëtistes pour la démocratie et la paix (RHDP) au pouvoir, le Front populaire ivoirien ainsi que le Parti démocratique de Côte d'Ivoire (PDCI)  qui siègent ensemble au Gouvernement, dominent la vie politique. Les partis d’opposition sont autorisés.

## Modes de scrutin
Le président de la république de Côte d'Ivoire est élu pour un mandat de cinq ans au scrutin uninominal majoritaire à deux tours,. Conformément à la Constitution ivoirienne de 2000 qui limite l'exercice de la présidence à deux mandats consécutifs, Alassane Ouattara, président de la république de Côte d'Ivoire élu en 2010, peut être candidat pour concourir à un second quinquennat. Les candidats qui veulent se présenter à cette élection doivent satisfaire aux conditions de l'élection présidentielle ivoirienne.
L'Assemblée nationale est composée de 255 députés élus pour cinq ans au scrutin uninominal majoritaire à un tour. 169 le sont dans des circonscriptions uninominales et 36 dans des circonscriptions de 2 à 6 sièges où les électeurs votent pour des listes bloquées composées d'autant de candidats que de sièges disponibles
Les conseillers régionaux et municipaux sont élus pour cinq ans au suffrage universel direct, selon un système proportionnel avec prime majoritaire, en un tour, sur des listes complètes sans vote préférentiel ni panachage. La liste qui recueille le plus de suffrages exprimés obtient la moitié des sièges à pourvoir. L'autre moitié des sièges est répartie, entre toutes les listes, y compris la liste majoritaire, à la proportionnelle et aux plus forts restes.

## Élection présidentielle de 2010
À la suite d’un accord de paix (Accord de Ouagadougou) entre le Président Laurent Gbagbo et la rébellion des Forces nouvelles en mars 2007 et après la mise en œuvre d'un mode opératoire consensuel par la Commission électorale indépendante (CEI), l'élection du Président de la République est, après plusieurs reports, fixée au 31 octobre 2010.
 
Se présentent à cette élection présidentielle 14 candidats, les principaux étant Henri Konan Bédié, Laurent Gbagbo et Alassane Ouattara. Les 11 autres recueillent au premier tour des scores inférieurs à 3 % , voire 1 % pour la plupart. Le pourcentage de participation est d'environ 80 %.

## Élection présidentielle de 2015
L'élection présidentielle ivoirienne de 2015 se tient le 25 octobre et voit la réélection dès le premier tour d'Alassane Ouattara à la fonction de président de la République pour un mandat de cinq ans.

## Élection présidentielle de 2020
L'élection présidentielle ivoirienne de 2020, a lieu le 31 octobre 2020 afin d'élire le Président de la République de Côte d'Ivoire.
Le scrutin présidentiel de 2020 est le premier à avoir lieu sous la Constitution ivoirienne de 2016 adoptée par référendum quatre ans plus tôt. Celle ci modifie notamment plusieurs des critères d'éligibilité du président : la limite d'âge pour se présenter, auparavant fixée à 75 ans, disparaît, tandis que l'âge minimum est abaissé à 35 ans (art. 55).
Là où l'ancienne constitution imposait qu'un candidat soit « exclusivement de nationalité ivoirienne, né de père et de mère eux-mêmes ivoiriens d'origine », la nouvelle constitution remplace cette condition par « nés de père ou de mère ». Un seul des parents d'un candidat présidentiel a désormais besoin de posséder la nationalité ivoirienne de naissance et ils ont maintenant la possibilité d'avoir eu une autre citoyenneté. Le candidat lui-même peut également avoir eu une autre nationalité, ce qui était auparavant impossible, mais doit y renoncer avant de soumettre sa candidature.
Le poste de vice-président est également créé. Il est élu en même temps que le président et lui succède en cas de vacance du pouvoir. Le mandat d'Alassane Ouattara étant en cours au moment de la modification, le vice-président Daniel Kablan Duncan a été exceptionnellement nommé par le président en janvier 2017, en accord avec l'article 179,.
Le 5 mars 2020, Alassane Ouattara annonce qu'il ne se représente pas à l'élection présidentielle d'octobre 2020. Huit jours plus tard, il désigne Amadou Gon Coulibaly candidat du parti au pouvoir, le Rassemblement des Houphouétistes pour la démocratie (RHDP) pour la présidentielle.
En mai 2020 cependant, Coulibaly est évacué vers la France pour être hospitalisé en raison de problèmes d'ordre cardiaque. Il est ensuite opéré une seconde fois en juin pour la pose d'un stent, avant de retourner en Côte d'Ivoire le 2 juillet,. Six jours plus tard, le 8 juillet, il meurt à la suite d’un malaise survenu en Conseil des ministres.
Un temps envisagée en raison de la crise sanitaire causée par la pandémie de Covid-19, l’idée d’un report de l’élection présidentielle est repoussée par Ouattara lors du Conseil des ministres du 8 avril, à l’occasion duquel le Code électoral est adopté par ordonnance. Les ministres reçoivent l'ordre d’accélérer les opérations électorales une fois la crise endiguée.
Alassane Ouattara annonce finalement sa candidature le 6 août 2020 lors de sa prise de parole à la nation avant les festivités des soixante ans de l'indépendance. L'opposition ivoirienne conteste la candidature jugée "illégale" de Alassane Ouattara et réclame une transition politique et la mise en place d’un “organe électoral véritablement indépendant et crédible”, lors d'un premier grand meeting rassemblant les leaders de l'opposition.
Le 9 novembre 2020, le Conseil constitutionnel confirme les résultats publiés par la Commission électorale, qui donnaient 94,27 % des suffrages au président sortant.

## Élection présidentielle de 2025
L'élection présidentielle ivoirienne de 2025, a lieu le 25 octobre 2025 afin d'élire le Président de la République de Côte d'Ivoire.
La Commission électorale indépendantes lancent le 19 octobre 2024 la révision de la liste électorale qui comporte près de 8 millions d'électeur. Elle ouvre 12000 centres d'enrôlement dans tout le pays. L'enrôlement doit aboutir à l'inscription de 4,5 millions de nouveaux électeurs de plus sur une période 3 semaines prenant fin le 10 novembre 2024.
Afin de faciliter les procédures administratives lié à l'enrôlement, le certificat de nationalité est délivré gratuitement et il est possible de s'inscrire avec un récépissé de carte d'identité pour les personnes n'ayant pas encore reçu leur carte nationale d'identité. Malgré cette mesure, l'opposition demande un prolongement de la période d'enrôlement.
Le 8 novembre 2024, par décret pris en conseil des ministres, le gouvernement prolonge la période du recensement électoral de la révision de la liste électorale d'une semaine, jusqu'au 17 novembre 2024,.
Le 19 mars 2025, le Parti des peuples africains de Côte d’Ivoire (PPA-CI), exige l’inscription de  Laurent Gbagbo sur la liste électorales.
Le 29 juillet 2025, Alassane  Ouattara annonce dans un discours télévisé, sa candidature pour l'élection présidentielle d'octobre 2025.

## Élections précédentes
Résultat de l'élection présidentielle de Côte d'Ivoire du 22 octobre 2000
| Candidates - parties                                                                                                 | Votes | %     |
| --- | ----- | ----- |
| Laurent Gbagbo - Front populaire ivoirien                                                                            |       | 59.4  |
| Robert Guéï - Indépendant                                                                                            |       | 32.7  |
| Francis Wodié - Parti ivoirien des travailleurs                                                                      |       | 5.7   |
| Théodore Mel Eg - Union des Démocrates de Côte d'Ivoire                                                              |       | 1.5   |
| Nicolas Dioulo |       | 0.8   |
| Total (Participation 37,4 %)                                                                                         |       | 100.0 |
| Source: Reuters. Partis appelant au boycott: - Rassemblements des Républicains - Parti Démocratique de Côte d'Ivoire |       |       |

Résultats des élections législatives de Côte d'Ivoire du 10 décembre 2000 et 14 janvier 2001 
| Partis                                                                               | Votes     | %       | Sièges |
| ------------------------------------------------------------------------------------ | --------- | ------- | ------ |
| Front populaire ivoirien                                                             |           | .       | 96     |
| Parti démocratique de la Côte d'Ivoire                                               |           | .       | 94     |
| Rassemblement des républicains                                                       |           | boycott | 5      |
| Parti ivoirien des travailleurs                                                      |           | .       | 4      |
| Union des Démocrates de Côte d'Ivoire                                                |           | .       | 1      |
| Mouvement des forces d'Avenir                                                        |           | .       | 1      |
| Sans étiquette                                                                       |           | .       | 22     |
| Vacants                                                                              |           | .       | 2      |
| Total (Participation 33,1 %)                                                         | 1 547 798 |         | 225    |
| Source: CNE. Ces élections ont été boycottées par le Rassemblement des républicains) |           |         |        |

## Voir également
- Liste des présidents de Côte d'Ivoire